# Battlestar Galactica (nave)
A Battlestar Galactica, nave título do filme e série de TV homônimos, é uma "estrela de batalha" - um veículo espacial fictício projetado para combate direto, acomodar uma grande tripulação e lançar caças espaciais (modelo análogo aos porta-aviões atuais). 
Seu tamanho estimado é de 4 740 pés (1 445 mts aproximadamente) e conta com setenta e oito caças em cada baia de pouso (são duas baias por battlestar) e armamento pesado. Pode-se dizer que é um porta-aviões encouraçado, tal o armamento disponível na nave.